# Лі Страсберг
Лі Страсберг (при народженні Ізраїль Страссберг, англ. Lee Strasberg; 17 листопада 1901 — 17 лютого 1982) — американський режисер, керівник акторської студії, актор і продюсер.

## Життєпис
Народився 17 листопада 1901 року в містечку Будзанів, Австро-Угорщина (нині — Буданів, Чортківський район, Україна). Батьки — Іда та Борух Меєр Штрасберги (Штрасберґи) у 1908 році емігрували в США.
У 1931 році став одним із засновників театрального колективу «Group Theatre». У 1949 році почав працювати в школі акторської майстерності «Actors Studio» в Нью-Йорку. У 1952 році став її керівником, навчання вів за своєю методикою на основі системи Станіславського. Серед випускників школи багато відомих акторів — Пол Ньюман, Аль Пачіно, Мерилін Монро, Джейн Фонда, Дастін Гоффман, Роберт де Ніро, Марлон Брандо, Міккі Рурк.
У 1966 році заснував «Actors Studio West» у Лос-Анджелесі. У 1969 році заснував «Інститут театру і кіно Лі Страсберга». У 1974 році зіграв роль другого плану у фільмі «Хрещений батько 2». За цю роль Штрасберг номінувався на кінопремії «Оскар» і «Золотий глобус».

## Особисте життя
Перша дружина — Нора (Nora Krecaun), 1926—1929 роки. У 1934—1966 роках був одружений з акторкою Полою Страсберг. Їхні діти — акторка Сьюзен Страсберг і викладач акторського мистецтва Джон Страсберг. Третя дружина — Анна Мізрахі. Діти — Давид, Адам. Був близьким другом своєї учениці Мерилін Монро, яка заповіла йому велику частину своєї спадщини.